# 曹赟定
曹赟定（1989年11月22日—），上海人，是中国职业足球运动员，场上主要司职攻击型中场，曾效力于上海申花。2024年12月31日，上海申花俱乐部足球运动员、前国脚曹赟定在个人抖音账号发布视频宣布退役，结束了长达14年的申花生涯。

## 职业生涯
曹赟定2000年进入名帅徐根宝设在崇明岛的根宝足球基地接受训练，2006年开始随上海东亚开始征战乙级联赛。该年他在乙级联赛时攻入的进球创造了中国足球联赛最年轻入球球员的纪录，为16岁242天，至今未被打破。作为队内绝对主力的他在2007年帮助上海东亚冲甲成功。
2011年初，曹赟定转会加盟上海申花。同年入选中国国奥队。
2013年在同广州恒大的比赛中因竖中指被停赛五场。
2016年，曹赟定由于其在联赛中的优异表现入选里皮执教的中国男足国家队。
2024年12月31日，曹赟定在其个人抖音账号发布视频宣布退役，结束了其长达14年的申花生涯。

## 荣誉

### 俱乐部
上海东亚
- 中国足球乙级联赛冠军：2007

#### 上海申花
- 中国足协杯冠军：2017 ，2019 ，2023
- 中国足协超级杯冠军：2024

### 个人
- 中超联赛最受欢迎本土球员：2016

### 代表队
- 全运会足球比赛冠军：2009